# ダンケスウィック
ダンケスウィック（Dunkeswick）は、イギリス・イングランドのノースヨークシャー州バラ・オブ・ハロゲイトにある村落（ハムレット）。ワーフ川の北、A61道路沿いにあり、ヘアウッドから北へ約1キロメートル、カークビー・オーバーブロウの南約2キロメートルのところに位置する。

## 地名の由来
ダンケスウィック（Dunkeswick）の由来は、古英語のcēse （チーズ）とwīc （住居、特化した農場）である。すなわち「チーズ生産に特化した農場」を意味する。チーズに由来しながらも、チ（[tʃ]）ではなく、ク（[k]）と発音するのは、古ノルド語の影響を受けた土地の言葉を反映したものである。ケスウィックの頭に付いているダン（Dun）は、他のケスウィックという地名、例えば近隣のイーストケズウィックなどと区別するために冠されたようである:42。

## 歴史
ダンケスウィック・メソジスト教会にあった戦争メモリアルは、同教会の閉鎖に伴い、ヘアウッド・メソジスト教会に移されたが、ヘアウッド・メソジスト教会も閉鎖された。
ダンケスウィックの原野は1995年に発生したナイト・エア816便墜落事故の現場として特筆される。同年5月24日、リーズ・ブラッドフォード空港からアバディーン空港に向かっていた同便は、離陸して間もなく墜落し、12人の乗員乗客が死亡した。